# Premier Basketball League
La Premier Basketball League (PBL) è stata una lega professionistica di pallacanestro nordamericana, fondata nel gennaio 2008 e la cui ultima stagione è stata nel 2017.

## Storia
Nel 2007, alcune controversie opposero i dirigenti dell'ABA 2000 e i proprietari di alcune squadre, tra cui i Maryland Nighthawks e i Rochester Razorsharks. Le due franchigie furono quindi le promotrici della fondazione di una nuova lega, che prese il nome di PBL e iniziò le operazioni nel gennaio 2008. Delle originali 10 squadre, ben 8 provenivano dalla ABA 2000.
Come primo commissioner, fu nominato l'ex giocatore degli Houston Rockets Kenny Smith.

### Squadre 2008
| - Jacksonville JAM* - Maryland Nighthawks* - Reading Railers* - Rochester Razorsharks* - Wilmington Sea Dawgs* | - Arkansas Impact - Chicago Throwbacks* - Dallas Defenders - Quad City Riverhawks* - Rockford Fury* |  |

* - proveniente dall'ABA 2000

### Squadre 2009
| - Halifax Rainmen * - Manchester Millrats * - Montreal Sasquatch - Quebec Kebs * - Vermont Frost Heaves * | - Battle Creek Knights ** - Chicago Throwbacks - Detroit Panthers * - Mid-Michigan Destroyers | - Augusta Groove *** - Buffalo Stampede * - Rochester Razorsharks - Wilmington Sea Dawgs |

* - proveniente dall'ABA 2000

** - proveniente dall'IBL

*** - proveniente dalla CBA

### Squadre 2014[2]
| - Buffalo 716ers - Erie Hurricane - Lynchburg Titans - Pee Dee Vipers - Rochester Razorsharks | - Bloomington Flex - Chicago Tide - Indianapolis Diesels - Lake Michigan Admirals - Lima Express |

### Squadre disciolte
- Arkansas Impact (2008)
- Dallas Defenders (2008)[3]
- Jacksonville JAM (2008)[4], rimpiazzati fino al termine della stagione dai Jacksonville SLAM[5]
- Quad City Riverhawks (2008)
- Reading Railers (2008)
- Rockford Fury (2008)[6]
- Augusta Groove (2009)
- Mid-Michigan Destroyers (2009)
- Montreal Sasquatch (2009)

## Albo d'oro

### Finali disputate
- 2008: Rochester Razorsharks vs Arkansas Impact (142-112)
- 2009: Rochester Razorsharks vs Battle Creek Knights (152-115)
- 2010: Lawton-Fort Sill Cavalry vs Rochester Razorsharks (serie 2-1)
- 2011: Rochester Razorsharks vs Lawton-Fort Sill Cavalry (serie 2-1)
- 2012: Central Illinois Drive vs Rochester Razorsharks (serie 2-0)
- 2013: Bloomington Flex vs Rochester Razorsharks (serie 2-0)
- 2014: Rochester Razorsharks vs Indianapolis Diesels (serie 2-1)
- 2015: Rochester Razorsharks vs Lake Michigan Admirals (serie 2-0)
- 2016: Rochester Razorsharks vs Lake Michigan Admirals (serie 2-0)
- 2017: Rochester Razorsharks vs Kentucky Mavericks (serie 2-1)

### Premi
MVP
- 2008: Bobby Anderson, Quad City Riverhawks
- 2009: Keith Friel, Rochester Razorsharks
- 2010: DeAnthony Bowden, Lawton-Fort Sill Cavalry
- 2011: Quinnel Brown, Quebec Kebs
- 2012: Perry Petty, Central Illinois Drive (now Bloomington Flex)
- 2013: Jemal Farmer, Bloomington Flex

MVP dei playoff
- 2008: Keith Friel, Rochester Razorsharks
- 2009: Keith Friel, Rochester Razorsharks e Sammy Monroe, Rochester Razorsharks
- 2010: Elvin Mims, Lawton-Fort Sill Cavalry
- 2011: Melvin Council, Rochester Razorsharks
- 2012: Perry Petty, Central Illinois Drive
- 2013: Jemal Farmer, Bloomington Flex

Allenatore dell'anno
- 2008: Rod Baker, Rochester Razorsharks
- 2009: Terry Sare, Battle Creek Knights e Rod Baker, Rochester Razorsharks
- 2010: Micheal Ray Richardson, Lawton-Fort Sill Cavalry
- 2011: Rob Spon, Quebec Kebs
- 2012: A.J. Guyton, Central Illinois Drive
- 2013: A.J. Guyton, Bloomington Flex

Sesto uomo dell'anno
- 2009: Alex Harper, Wilmington Sea Dawgs
- 2010: Melvin Council, Rochester Razorsharks
- 2011: Eddie Smith, Lawton-Fort Sill Cavalry
- 2012: Rodney Edgerson, Central Illinois Drive (now Bloomington Flex)
- 2013: Darin Mency, Rochester Razorsharks

Difensore dell'anno
- 2009: Jonas Pierre, Quebec Kebs e Al Stewart, Manchester Millrats
- 2010: Eric Crookshank, Halifax Rainmen
- 2011: Eric Crookshank, Halifax Rainmen
- 2012: Marcel Anderson, Chicago Muscle
- 2013: Nate Fuqua, Bloomington Flex

#### Rookie dell'anno
- 2010: Eric Gilchrese, Manchester Millrats & Halifax Rainmen
- 2011: Todd McCoy, Rochester Razorsharks
- 2012:
- 2013: Josiah Whitehead, Bloomington Flex

#### Newcomer dell'anno
- 2009: A.J. Millien, Augusta Groove & Halifax Rainmen
- 2010: Scooter Sherrill, Maryland GreenHawks
- 2011: Kenny Jones, Kentucky Bluegrass Stallions